# شركة شرق أفريقيا البريطانية الإمبراطورية
شركة شرق أفريقيا الإمبراطورية البريطانية (IBEAC) هي جمعية تجارية تأسست بهدف تطوير التجارة الأفريقية في المناطق التي تسيطر عليها الإمبراطورية البريطانية. تأسست الشركة في لندن في 18 نيسان 1888 وحصلت على ميثاق ملكي من الملكة فيكتوريا في 6 أيلول 1888. وقد قادها الإسكتلندي ويليام ماكينون [الإنجليزية]، واعتمدت على أنشطة شركته التجارية في المنطقة، مع تشجيع الحكومة البريطانية من خلال منحها ميثاقًا إمبراطوريًا، على الرغم من أنه ظل من غير الواضح ما يعنيه ذلك في الواقع.
أشرفت شركة شرق أفريقيا الإمبراطورية البريطانية على مساحة تبلغ حوالي 246,800 ميل مربع (639,000 كـم2) على طول الساحل الشرقي لأفريقيا (من الصومال في العصر الحديث إلى كينيا في العصر الحديث)، ومركزها يقع عند حوالي 39 درجة شرقًا وخط عرض 0 درجة . كانت مومباسا وميناؤها مركزيين لعملياتها، مع وجود مكتب إداري على بعد حوالي 50 ميل (80 كـم) جنوبًا في شيموني [الإنجليزية]. وقد منحت حصانة من الملاحقة القضائية للرعايا البريطانيين وسمحت لهم بالحق في جمع الضرائب وفرض الرسوم الجمركية وإدارة العدالة وإبرام المعاهدات والعمل كحكومة للمنطقة.
في عام 1893، نقلت الشركة حقوقها الإدارية للمنطقة إلى الحكومة البريطانية. تم تقسيم المنطقة بعد ذلك لتشكيل محمية أوغندا في عام 1894 ومحمية شرق أفريقيا (كينيا لاحقًا) في عام 1895.

## التاريخ
في أوائل ثمانينيات القرن التاسع عشر، سارعت القوى الأوروبية إلى الاستحواذ على أراضٍ ضمن مناطق الاهتمام في أفريقيا، والتي لم تكن قد طالبت بها بعد دولة أو أمة غير أفريقية. وقد لفتت إحدى هذه المناطق، وهي سلطنة زنجبار وداخل شرق أفريقيا، انتباه كل من ألمانيا وبريطانيا. وعلى أمل حل هذه المصلحة المشتركة بطريقة سلمية، وقعت ألمانيا وبريطانيا في عام 1886 معاهدة اتفقتا فيها على الأراضي التي سوف تسعى كل منهما للحصول عليها حصريًّا. ستطالب ألمانيا بالسيادة على ساحل تنزانيا الحالية، بينما تحتفظ بريطانيا بالوصول إلى المنطقة التي تقع فيها كينيا وأوغندا.
وفي الوقت نفسه، ركزت بريطانيا مواردها على مصالح أخرى، بما في ذلك الأراضي التي استحوذت عليها في جنوب أفريقيا. وقد أدى هذا إلى تردد الحكومة البريطانية في قبول المسؤولية الكاملة عن هذه المنطقة المعترف بها حديثًا. وفي محاولة لتخفيف هذا العبء المحتمل، فكرت بريطانيا في السماح لشركة تجارية بالحق في إدارة وتنمية المنطقة الشرقية. وفي عام 1888، تم تفويض السير ويليام ماكينون [الإنجليزية] وشركة شرق أفريقيا الإمبراطورية البريطانية (IBEAC) لخدمة هذا الغرض.
وقد تولت منظمة التعاون الاقتصادي والتنمية في أفريقيا مسؤولية ضم الأراضي الممتدة من الساحل الشرقي لكينيا حتى الشاطئ الشمالي الغربي لبحيرة فيكتوريا.
وبالإضافة إلى العمل المتوقع المتعلق بتنظيم تصدير وإدارة السلع والزراعة، كان الدور الرئيس للشركة هو البدء في تسهيل بناء خط سكة حديد يربط منطقة الساحل الشرقي لمومباسا ببحيرة فيكتوريا. وظفت الشركة جَيمس ماكدونالد [الإنجليزية] بمساعدة جون والاس برينجل [الإنجليزية]، وكلاهما ضابطان في مجموعة المهندسين الملكيين [الإنجليزية]، للقيام بالمسح في عامي 1891 و1892. وقد أفاد الاثنان بشكل إيجابي، مشيرين إلى أن أرض كيكويو ستكون مناسبة للاستيطان الأوروبي. ومع ذلك، كانت الشركة تفتقر إلى الأموال اللازمة لبدء العمل. بدأت الشركة في بناء طريق ماكينون سكلاتر [الإنجليزية]، وهو طريق 600 ميل (970 كـم) مسار عربة تجرها الثيران من مومباسا إلى بوسيا (في كينيا اليوم) [الإنجليزية] على الحدود الأوغندية، في عام 1890.
طلبت الشركة سفينة بخارية متعددة الأغراض تزن 110 أطنان، وهي س.س. وليام مكنون [الإنجليزية] ، للعمل على بحيرة فيكتوريا. تم بناؤها في اسكتلندا عام 1890 وتم تسليمها في شكل مجموعة إلى مومباسا. ومع ذلك، ظلت المجموعة مخزنة هناك حتى عام 1895، ربما لأن الشركة لم تنجح في البدء في بناء خط السكة الحديدية الذي سينقل المجموعة إلى البحيرة.

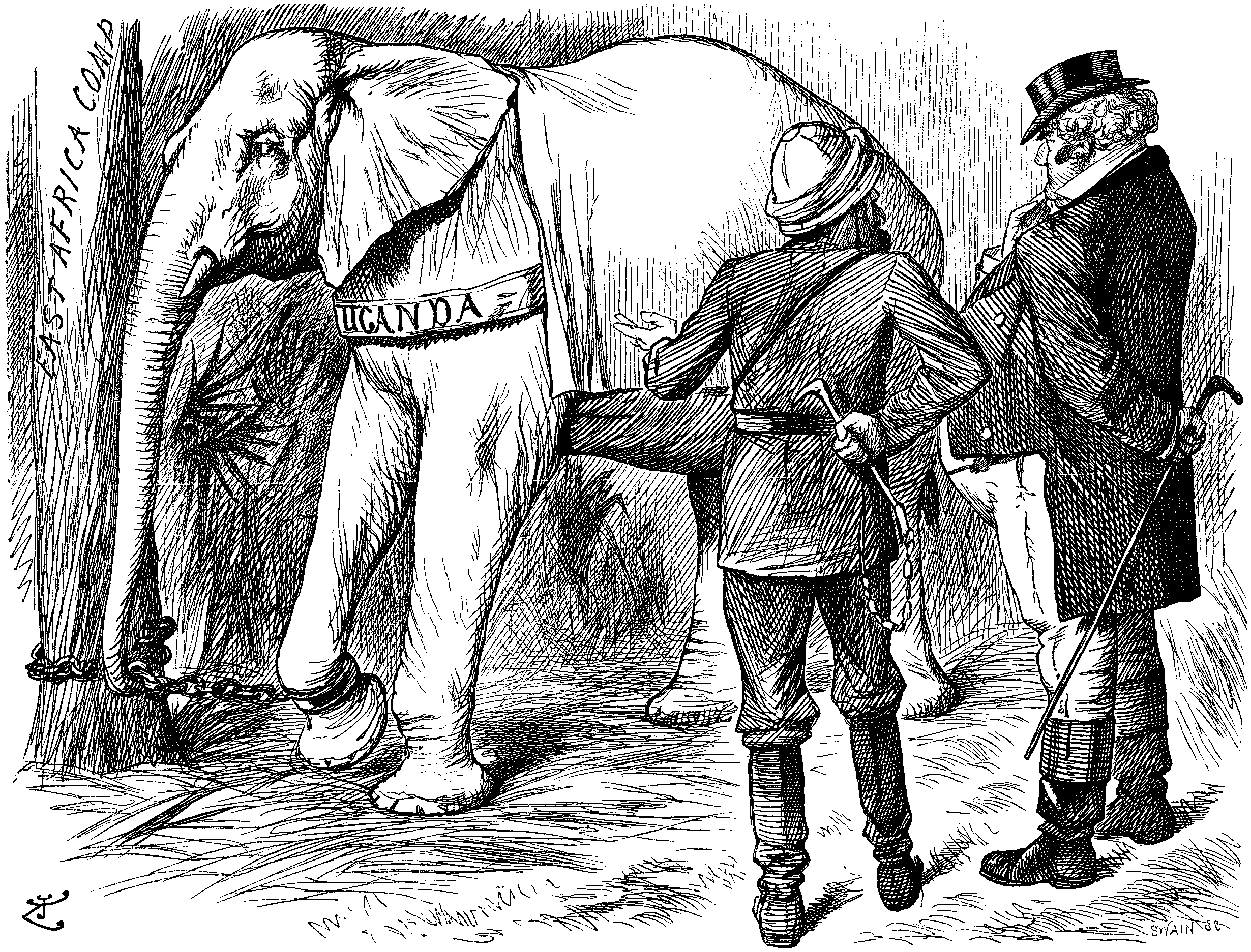
رسم كاريكاتوري في صحيفة بانش عام 1892 يصور الصراع في أوغندا باعتباره فيلًا أبيضًا لشركة شرق إفريقيا البريطانية.

وفي نهاية المطاف، أدى الصراع المتزايد بين الفصائل المتنافسة إلى منع الشركة من استثمار الوقت والمال اللازمين في هذا المشروع. لم تتمكن المجموعات الأربع المشاركة في أوغندا، وهي الكاباكا [الإنجليزية]، والكاثوليك الفرنسيين، والبروتستانت، والشركة، من حل نزاعاتها وديًا، ومع استمرار التوترات في الارتفاع، اندلعت الحرب الأهلية في يناير/كانون الثاني 1892. وبمساعدة فريدريك لوجارد [الإنجليزية]، الشخص الذي تم تكليفه بمهمة بناء موقع محصن للشركة على تل كامبالا [الإنجليزية]، حققت الشركة لنفسها انتصارًا غير مثمر.
لقد ثبت أن هذا الصراع كان بمثابة النهاية النهائية للشركة. كانت الشركة تعاني بالفعل من مشاكل مالية بسبب مشاكل الجمارك، لكن الأموال التي أُنفقت في تمويل هذه المناوشة أدت إلى إفلاسها تقريبًا. وأوضح هذا أيضًا أن الشركة لن تكون قادرة على مواصلة محاولتها السيئة لاستعمار شرق إفريقيا.
لقد أثبتت شركة شرق أفريقيا البريطانية أنها كانت محاولة غير فعالة لمنح الشركات التجارية حقوق الإدارة المحلية. وفي عام 1894، أعلنت الحكومة البريطانية بشكل حتمي الانتداب في أوغندا، مما أدى فعليًّا إلى حل الشركة وتولي المسؤولية الكاملة.
تم إكمال الجزء الرئيس من طريق مكنون سكلاتر من الحكومة البريطانية بعد زوال الشركة. وفي نهاية المطاف قامت الحكومة البريطانية ببناء خط السكة الحديدية الأوغندية [الإنجليزية] إلى كيسومو على بحيرة فيكتوريا، بين عامي 1896 و1901. وصلت سفينة س. س. وليام مكنون إلى كيسومو في شكل مجموعة في عام 1898، وتم إطلاقها في عام 1900، ومثل السكك الحديدية، تم الانتهاء منها ودخلت الخدمة في عام 1901.

## طالع أيضًا
- الرؤساء الاستعماريون في كينيا [الإنجليزية]
- شرق أفريقيا الألمانية